# L'Autre Univers
L'Autre Univers est une nouvelle de science-fiction de Poul Anderson, et dont le titre anglais est Delenda Est. Cette nouvelle fait partie du cycle La Patrouille du temps, l'une des œuvres majeures et les plus connues d'Anderson.

## Titre et thème
Le titre fait référence à la célèbre exclamation de Caton l'Ancien : Delenda est Carthago (« Il faut détruire Carthage »).
C'est une uchronie : que se serait-il passé si Scipion l'Africain avait été tué lors de la bataille du Tessin, au cours de la deuxième guerre punique ?

## Publications

### Publications aux États-Unis
La nouvelle a été publiée en décembre 1955 dans The Magazine of Fantasy & Science Fiction no 55.
Elle a été republiée en 1960 lors de la sortie aux États-Unis du roman La Patrouille du temps, qui reprenait diverses nouvelles publiées antérieurement, dont celle-ci.

### Publications en France
La nouvelle est parue en France, notamment :
- dans le recueil Histoires de la quatrième dimension, p. 231 à 287 , en 1983 ;
- dans La Patrouille du temps, republié en 2005 par la maison d'édition Le Bélial'.
  - dans La Patrouille du temps, republié en 2007 au Livre de Poche, collection Science-Fiction, dirigée par Gérard Klein.

## Personnages
- Personnages principaux
  - Manse Everard : Aanglais du XXe siècle.
  - Piet van Sarawak : Hollando-Indonésien-Vénusien, né au XXIVe siècle.
  - Deirdre Mac Morn : jeune femme dont Manse tombe amoureux.

- Personnages secondaires
  - Boierik : membre du Littorn qui fait enlever les deux agents de la Patrouille du temps et s'envole sur un « saute-temps » avec Manse Everard.
  - Cynyth ap Ceorn : général celte.

## Résumé
Au Pléistocène, dans les Pyrénées, les membres de la Patrouille du temps s'adonnent aux joies des sports d'hiver. Manse Everard et son collègue Piet van Sarawak ont envie de se divertir et choisissent de se transporter à l'époque que Manse Everard considère comme la plus décadente. Mais quand ils arrivent dans ce qu'ils croient être le New York du milieu du XXe siècle, ils se retrouvent dans un monde totalement inconnu : hommes en kilts, voitures à vapeur ornées de figures de proue, etc.
Après avoir vérifié leur machine, les deux agents concluent à une modification frauduleuse du temps mais se font arrêter par des hommes en armes. Une fois en prison, les deux agents essaient toutes les langues connues pour dialoguer avec leurs geôliers. Seul le grec ancien leur permet de communiquer avec une jeune fille dénommée Deirdre Mac Morn.
Ils apprennent que l'Amérique du Nord s'appelle désormais Ynys ar Afallon, l'Amérique du Sud, Huy Braseal. L'Asie du Sud-Est et l'Australie s'appellent Hinduraj, tandis que l'Afghanistan et l'Inde sont le Pundjab. Le Han correspond à la Chine, à la Sibérie orientale, à la Corée et au Japon ; la France et les Pays-Bas sont la Gallis tandis que le Littorn (Lituanie) couvre la Russie occidentale et l'Europe de l'Est.
Après avoir été enlevés par des agents du Cimberland (une Italie goth), allié du Littorn, ils étudient l'histoire de ce nouveau monde et découvrent qu'il est le résultat d'une autre trame temporelle qui a dévié au moment de la deuxième guerre punique. L'origine de cette altération est la mort des Scipions à la bataille du Tessin et la victoire des Carthaginois sur les Romains. Ils réussissent à s'échapper et rassemblent quelques agents de la Patrouille du temps pour empêcher le meurtre des deux Scipion par des pirates du temps Neldoriens entrés au service des Carthaginois d'Hannibal Barca, au IIIe siècle av. J.-C.
Alors qu'ils savent que ce changement fera irrémédiablement disparaître le monde qu'ils ont découvert, ils obtiennent l'autorisation de sauver la jeune Deirdre Mac Morn.